# 多賀潤一郎
多賀 潤一郎（たが じゅんいちろう、1923年（大正12年）4月1日 - ）は、昭和・平成期の実業家。元イビデン社長（現名誉顧問）。岐阜県出身。
建材事業に長く携わる。
現在は一般社団法人中部産業連盟相談役を務める。また、経営者のための私塾「多賀塾」を開催する他、日本福祉大学経営者講座や中京大学大学院ビジネス・イノベーション研究科、愛知学院大学、岐阜経済大学などの臨時講師も行なっている。
2000年4月から2001年1月にかけて、中部経済新聞で「いびでん物語―天と地と人と」を連載する。この連載は10月に中部経済新聞社により書籍化されている。
2023年9月2日に大垣市スイトピアセンターで100歳の講演を行った。

## 略歴
- 1948年（昭和23年）：慶應義塾大学経済学部卒業。揖斐川電気工業（現・イビデン）に入社。
- 1967年（昭和42年）：取締役監査役に就任。
- 1969年（昭和44年）：常務取締役に就任。中部イビ電建（現・イビケン）社長[2]を兼務する。
- 1973年（昭和48年）：副社長に就任。
- 1981年（昭和56年）：社長に就任[3]。
- 1991年（平成3年）：会長に就任。私塾「多賀塾」開設。
- 1999年（平成11年）：相談役に就任。
- 2005年（平成17年）：最高顧問に就任。
- 2019年（令和元年）：名誉顧問に就任。

## 著作
- 『いびでん物語 : 天と地と人と』（2001年、中部経済新聞社）